# 内务人民委员会拉脱维亚行动
拉脱维亚行动（俄语：«Латышская операция»）是苏联内务人民委员会在大清洗期间于1937-38年里对拉脱维亚裔人、拉脱维亚公民以及与拉脱维亚和拉脱维亚人相关的其他人进行的迫害行动。

## 1936年前拉脱维亚人的在苏情况
1861年俄國農奴制度改革之后，圣彼得堡、诺夫哥罗德以及西伯利亚出现了至少372座由拉脱维亚移民建立的农业基地。第一次世界大战期间，大量拉脱维亚人被疏散至俄国境內的其他地方，俄國以外地方的拉脱维亚人数量翻了一番，达到大约50万。1917年时，很多拉脫維亞步槍兵都是布尔什维克的支持者。一战和俄国内战结束后，很多拉脱维亚难民都返回了已独立的拉脱维亚。《拉脫維亞-蘇俄和平條約》更是明确提到了拉脱维亚步枪兵和难民應返回拉脱维亚。1926年蘇聯人口普查结果显示，约有15万拉脱维亚人留在了苏联。
自1905年俄国革命起，俄国社会民主工党里就一直有个强大的拉脱维亚派系。有拉脱维亚血统者亦曾在苏俄国家机关中暂时身居高位。1918年，在总共70名契卡委员中，有拉脱维亚血统者就有38个。 
但随着蘇維埃俄國以及後續的蘇聯国家机关变得愈发俄羅斯化，管理层中的非俄罗斯少数族裔基本都已被排挤出去。在自己就不是俄罗斯人的斯大林的领导下，拉脱维亚被苏联称作“敌国”，拉脱维亚人则渐渐地被视作“反革命”和“可疑分子”。拉脱维亚农业移民曾在1920年代末反抗强制苏联农业集体化政策。苏联当局开始有针对性地将相关人员关进古拉格，至1933年，拉脱维亚裔的农业基地已被全部消灭。当时，蘇聯党和国家机关里出现了一场针对非俄裔人的清洗。1936年，苏联境内的拉脱维亚共产党被解散，其党员被打成“民族主义者”和“人民的敌人”，遭到迫害、处决。斯大林的大清洗的一个特征就是国家主导的仇外主义倾向。1937年7月，拉脱维亚文化和教育社团普罗米修斯被关停，其雇员被捕。1937年12月，莫斯科拉脱维亚剧院也被关停，其演员和其他雇员全被处决，之后被埋进了布托沃射擊場。支持布尔什维克的拉脫維亞步槍兵们被从历史书和教科书中删除，他们的老兵协会也被解散。

## 行动
1937年11月23日，尼古拉·叶若夫命令內務人民委員部汇总收集到的所有关于拉脱维亚人在文化和政治生活中以及在军队和其他机构中的信息，以便于逮捕拉脱维亚人。
11月30日，根据第49990号命令“关于执行镇压拉脱维亚人行动的命令”（俄語：О проведении операции по репрессированию латышей），苏联全境内的拉脱维亚人全部成为抓捕对象。內務人民委員部靠酷刑获取了不属实的认罪供词，编造出了一个根本不存在的拉脱维亚间谍集团，上至政治局里的所有拉脱维亚裔官员，下至拉脱维亚裔学校主任，全都是这个间谍集团的人。契卡人员中最后的一些拉脱维亚人也被前同事们处决。
大量受害者在莫斯科附近的布托沃射擊場、科穆纳尔卡射击场、列宁格勒附近的列瓦绍沃射击场以及明斯克附近的库拉帕蒂射击场被枪决。苏联其他地方也有刑求和谋杀。
由于被拘留者人数过多，法庭还是无法快速完成定罪工作。因此，拉脱维亚行动的完成时间被延到了1938年8月。1938年10月，三人法庭设立，該機構專門处理积压的未处理案件。
1938年11月26日，叶若夫的继承者拉夫连季·贝利亚颁布内务人民委员部第00762号命令，大清洗就此结束，拉脱维亚行动也随之告终。在苏联于1940年占领拉脱维亚后，苏聯当局在当地建立党和行政机关时遇到了一定程度的困难，因为内务人民委员部已经在之前的几年里把党内的拉脱维亚裔官员都清洗了。

## 结果
根据已知资料，共有22369名拉脱维亚人被定罪，其中有16573人（占比74%）被枪决。受害者具体人数已无从知晓，因为在拉脱维亚行动期间还有很多非拉脱维亚人被处决：这些人包括被送进古拉格的人的配偶，他们被处决的原因是和“敌对民族”成员结婚，源自这种婚姻的儿童则被送进孤儿院，他们没有被算入受害者总数。
拉脱维亚行动导致在苏拉脱维亚人中的幸存者中的绝大部分抛弃了自身文化，他们的后代，也就是今日的在俄拉脱维亚裔人，基本都不会说拉脱维亚语。赫鲁晓夫解冻期间，拉脱维亚行动的受害者们得到平反；但只有1991年苏联解体后，人们才有机会获知受害者的具体生死情况以及死亡日期。拉脱维亚行动的执行者基本都在历史上留下了姓名，但却无一被追责。